# Puntate di Linea bianca

## Stagione 2016-2017
| Data             | Titolo della puntata           | Provincia        |
| ---------------- | ------------------------------ | ---------------- |
| 24 dicembre 2016 | Moena                          | Trento           |
| 31 dicembre 2016 | Cervinia                       | Aosta            |
| 7 gennaio 2017   | Val Gardena                    | Bolzano          |
| 14 gennaio 2017  | Madesimo                       | Sondrio          |
| 21 gennaio 2017  | San Martino di Castrozza       | Trento           |
| 4 febbraio 2017  | Aprica                         | Sondrio          |
| 18 febbraio 2017 | Gressoney - Champoluc - Alagna | Aosta e Vercelli |
| 4 marzo 2017     | Campiglio                      | Trento           |
| 11 marzo 2017    | Auronzo di Cadore - Misurina   | Belluno          |
| 18 marzo 2017    | Cimolais                       | Pordenone        |
| 1º aprile 2017   | San Vigilio di Marebbe         | Bolzano          |
| 8 aprile 2017    | Obereggen                      | Bolzano          |
| 15 aprile 2017   | Vipiteno                       | Bolzano          |
| 22 aprile 2017   | Marche (Monti Sibillini)       | Ascoli Piceno    |

## Stagione 2017-2018
| Data             | Titolo della puntata                           | Provincia         |
| ---------------- | ---------------------------------------------- | ----------------- |
| 9 dicembre 2017  | Val Senales                                    | Bolzano           |
| 16 dicembre 2017 | Majella                                        | Chieti            |
| 25 dicembre 2017 | Rovereto                                       | Trento            |
| 26 dicembre 2017 | Sellaronda (Gruppo del Sella)                  | Bolzano e Belluno |
| 30 dicembre 2017 | Cervinia                                       | Aosta             |
| 31 dicembre 2017 | Adamello                                       | Trento            |
| 6 gennaio 2018   | Cortina d'Ampezzo                              | Belluno           |
| 13 gennaio 2018  | Val Venosta                                    | Bolzano           |
| 20 gennaio 2018  | Andalo - Molveno - Fai della Paganella         | Trento            |
| 27 gennaio 2018  | Ovindoli - Roccaraso                           | L'Aquila          |
| 3 febbraio 2018  | Alla scoperta delle Dolomiti (Forni - Sappada) | Udine e Belluno   |
| 10 febbraio 2018 | Alto Adige (Tre Cime di Lavaredo)              | Bolzano e Belluno |
| 17 febbraio 2018 | Via Lattea (Sestriere)                         | Torino            |
| 24 febbraio 2018 | Livigno                                        | Sondrio           |
| 3 marzo 2018     | Abetone                                        | Pistoia           |
| 10 marzo 2018    | Courmayeur                                     | Aosta             |
| 17 marzo 2018    | Pian del Cansiglio - Nevegal                   | Belluno           |
| 24 marzo 2018    | Piani di Bobbio                                | Lecco             |
| 31 marzo 2018    | Alagna                                         | Vercelli          |

## Stagione 2018-2019
| Data             | Titolo della puntata           | Provincia            |
| ---------------- | ------------------------------ | -------------------- |
| 1º dicembre 2018 | Bormio                         | Sondrio              |
| 8 dicembre 2018  | Val Venosta                    | Bolzano              |
| 15 dicembre 2018 | Valcamonica                    | Brescia              |
| 29 dicembre 2018 | Macugnaga                      | Verbano-Cusio-Ossola |
| 5 gennaio 2019   | Arabba - Marmolada             | Belluno e Trento     |
| 12 gennaio 2019  | Fiemme                         | Trento               |
| 19 gennaio 2019  | Cogne                          | Aosta                |
| 26 gennaio 2019  | Aprica                         | Sondrio              |
| 2 febbraio 2019  | Monti Sibillini                | Ascoli Piceno        |
| 16 febbraio 2019 | Capracotta - Campitello Matese | Isernia e Campobasso |
| 23 febbraio 2019 | Alpe di Siusi                  | Bolzano              |
| 2 marzo 2019     | Zoldo                          | Belluno              |
| 9 marzo 2019     | Cervinia                       | Aosta                |
| 16 marzo 2019    | Bielmonte                      | Biella               |
| 23 marzo 2019    | Gran Sasso                     | L'Aquila e Teramo    |
| 30 marzo 2019    | Tarvisio                       | Udine                |
| 6 aprile 2019    | Rio Pusteria                   | Bolzano              |

## Stagione 2019-2020
| Data             | Titolo della puntata          | Provincia                  |
| ---------------- | ----------------------------- | -------------------------- |
| 30 novembre 2019 | Courmayeur - La Thuile        | Aosta                      |
| 7 dicembre 2019  | Adamello                      | Brescia                    |
| 14 dicembre 2019 | Val Senales                   | Bolzano                    |
| 28 dicembre 2019 | Santa Caterina Valfurva       | Sondrio                    |
| 4 gennaio 2020   | Val Comelico                  | Belluno                    |
| 11 gennaio 2020  | Val di Fassa                  | Trento                     |
| 18 gennaio 2020  | Selva di Val Gardena          | Bolzano                    |
| 25 gennaio 2020  | Etna                          | Catania                    |
| 1º febbraio 2020 | Falcade                       | Belluno                    |
| 15 febbraio 2020 | Maiella                       | L'Aquila, Pescara e Chieti |
| 22 febbraio 2020 | Madonna di Campiglio          | Trento                     |
| 29 febbraio 2020 | Corvara                       | Bolzano                    |
| 7 marzo 2020     | Monti della Laga              | Ascoli Piceno              |
| 14 marzo 2020    | Dalle Langhe alla Valle Gesso | Cuneo                      |
| 21 marzo 2020    | Cortina d'Ampezzo             | Belluno                    |
| 28 marzo 2020    | Tarvisio                      | Udine                      |

## Stagione 2020-2021
| Data             | Titolo della puntata                              | Provincia     |
| ---------------- | ------------------------------------------------- | ------------- |
| 12 dicembre 2020 | Val di Sole                                       | Trento        |
| 24 dicembre 2020 | Speciale Vigilia: San Martino di Castrozza        | Trento        |
| 26 dicembre 2020 | Sardegna: Gennargentu                             | Nuoro         |
| 2 gennaio 2021   | Terminillo                                        | Rieti         |
| 9 gennaio 2021   | Marche: i monti del mito, le vette della speranza | Ascoli Piceno |
| 16 gennaio 2021  | La Val d'Ega                                      | Bolzano       |
| 23 gennaio 2021  | Marche: le pietre raccontano                      | Ascoli Piceno |
| 30 gennaio 2021  | Memoria della montagna: il Cadore                 | Belluno       |
| 6 febbraio 2021  | Veneto: da Auronzo a Cortina d'Ampezzo            | Belluno       |
| 13 febbraio 2021 | Alto Adige: la Valle Aurina                       | Bolzano       |
| 20 febbraio 2021 | Alagna                                            | Vercelli      |
| 27 febbraio 2021 | Val di Fiemme, la "Valle dell'Armonia"            | Trento        |
| 6 marzo 2021     | L'Alto Molise                                     | Isernia       |
| 13 marzo 2021    | Friuli: la Val Tramontina                         | Pordenone     |
| 20 marzo 2021    | Bormio                                            | Sondrio       |
| 27 marzo 2021    | Valle d'Aosta: Courmayeur                         | Aosta         |
| 10 aprile 2021   | Cervinia                                          | Aosta         |
| 17 aprile 2021   | Valle d'Aosta: il Gran Paradiso                   | Aosta         |
| 24 aprile 2021   | Sicilia: le montagne di fuoco                     | Catania       |

## Stagione 2021-2022
| Data             | Titolo della puntata                                 | Provincia            |
| ---------------- | ---------------------------------------------------- | -------------------- |
| 11 dicembre 2021 | La Sicilia che non ti aspetti                        | Messina              |
| 25 dicembre 2021 | Canazei                                              | Trento               |
| 1º gennaio 2022  | Passo Resia                                          | Bolzano              |
| 8 gennaio 2022   | L'uomo e il territorio: il cuore forte dell'Umbria   | Terni e Perugia      |
| 15 gennaio 2022  | Ponte di Legno                                       | Brescia              |
| 22 gennaio 2022  | Dolomiti Lucane                                      | Potenza              |
| 29 gennaio 2022  | Val d'Ayas                                           | Aosta                |
| 5 febbraio 2022  | Abruzzo: l'Alto Sangro                               | L'Aquila             |
| 12 febbraio 2022 | Trentino-Alto Adige: Andalo                          | Trento               |
| 19 febbraio 2022 | L'Appennino Emiliano: da Sestola al Corno alle Scale | Bologna e Modena     |
| 26 febbraio 2022 | Val Formazza                                         | Verbano-Cusio-Ossola |
| 5 marzo 2022     | Monti Sibillini                                      | Ascoli Piceno        |
| 26 marzo 2022    | Sappada                                              | Udine                |
| 2 aprile 2022    | Vipiteno                                             | Bolzano              |
| 9 aprile 2022    | Monte Grappa                                         | Treviso              |
| 16 aprile 2022   | Alagna                                               | Vercelli             |
| 23 aprile 2022   | Vesuvio                                              | Napoli               |

## Stagione 2022-2023
| Data             | Titolo della puntata                                   | Provincia |
| ---------------- | ------------------------------------------------------ | --------- |
| 24 dicembre 2022 | Madonna di Campiglio                                   | Trento    |
| 7 gennaio 2023   | Ponte di Legno                                         | Brescia   |
| 14 gennaio 2023  | Alto Adige: Dobbiaco, San Candido e Sesto              | Bolzano   |
| 21 gennaio 2023  | Cervinia e la sua valle                                | Aosta     |
| 28 gennaio 2023  | Limone Piemonte                                        | Cuneo     |
| 4 febbraio 2023  | Friuli: la Carnia                                      | Udine     |
| 18 febbraio 2023 | Cortina d'Ampezzo: la perla delle Dolomiti             | Belluno   |
| 25 febbraio 2023 | Abruzzo tra Ovindoli, Rocca di Mezzo e Rocca di Cambio | L'Aquila  |
| 4 marzo 2023     | Moena, Val di Fassa                                    | Trento    |
| 11 marzo 2023    | Marche: tra i Monti Sibillini                          | Macerata  |
| 18 marzo 2023    | Alto Adige: dalla Val d'Ultimo alla Val Martello       | Bolzano   |
| 25 marzo 2023    | Passione montagna: da Chiavenna a Madesimo             | Sondrio   |

## Stagione 2023-2024
| Data             | Titolo della puntata                                | Provincia               |
| ---------------- | --------------------------------------------------- | ----------------------- |
| 23 dicembre 2023 | Courmayeur                                          | Aosta                   |
| 30 dicembre 2023 | Val di Fassa                                        | Trento                  |
| 6 gennaio 2024   | Valtellina                                          | Sondrio                 |
| 13 gennaio 2024  | Passo del Tonale                                    | Brescia - Trento        |
| 20 gennaio 2024  | L'Abruzzo e la Scienza: viaggio a L'Aquila          | L'Aquila                |
| 27 gennaio 2024  | "Emozione Cadore"                                   | Belluno                 |
| 3 febbraio 2024  | Basilicata: da Castelsaraceno a San Severino lucano | Potenza                 |
| 17 febbraio 2024 | Tarvisio, lungo i tre confini                       | Udine                   |
| 24 febbraio 2024 | Calabria                                            | Cosenza                 |
| 2 marzo 2024     | Alagna                                              | Vercelli                |
| 9 marzo 2024     | Val Sarentino                                       | Bolzano                 |
| 16 marzo 2024    | Viaggio nell'Italia centrale                        | Ascoli Piceno - Perugia |

## Stagione 2025
| Data             | Titolo della puntata                   | Provincia       |
| ---------------- | -------------------------------------- | --------------- |
| 4 gennaio 2025   | Dolomiti Ampezzane                     | Belluno         |
| 11 gennaio 2025  | Alto Agordino                          | Belluno         |
| 18 gennaio 2025  | Tra Ponte di Legno e passo del Tonale  | Brescia         |
| 25 gennaio 2025  | Il meglio di                           | -               |
| 1º febbraio 2025 | Vermiglio, sulle tracce della storia   | Trento          |
| 8 febbraio 2025  | Alagna Valsesia                        | Vercelli        |
| 15 febbraio 2025 | Il Cervino, il Gigante dei Confini     | -               |
| 22 febbraio 2025 | Alpe di Mera                           | Vercelli        |
| 1º marzo 2025    | Pizzoferrato e la Maiella              | Chieti          |
| 8 marzo 2025     | Roccaraso                              | L'Aquila        |
| 15 marzo 2025    | Aosta e la Valle del Gran San Bernardo | Aosta           |
| 22 marzo 2025    | Gambarie                               | Reggio Calabria |
| 29 marzo 2025    | Aspromonte                             | Reggio Calabria |
| 5 aprile 2025    | Monti Sibillini                        | Ascoli Piceno   |
| 12 aprile 2025   | Il Parco delle Dolomiti Friulane       | Pordenone       |
| 19 aprile 2025   | Madonna di Campiglio                   | Trento          |
| 26 aprile 2025   | Livigno                                | Sondrio         |